# Nadka Gołczewa
Nadka Wangełowa Gołczewa, z domu Stoewa (bułg. Надка Вангелова Голчева, z d. Стоева; ur. 12 marca 1952 w Czuriczeni) – bułgarska koszykarka, dwukrotna medalistka olimpijska.
Uczestniczka turniejów eliminacyjnych do igrzysk olimpijskich w Montrealu i Moskwie. Dwukrotna olimpijka, w 1976 zajęła wraz z drużyną narodową trzecie miejsce; Gołczewa zdobyła na tym turnieju 10 punktów. W Moskwie w 1980 zdobyła wicemistrzostwo olimpijskie uzyskując 33 punkty.
Wielokrotna uczestniczka mistrzostw Europy. W 1971 roku zdobyła brązowy medal na juniorskich mistrzostwach Europy w Jugosławii, już rok później zdobyła wicemistrzostwo kontynentu z kadrą seniorek (Bułgaria). Cztery lata później we Francji sięgnęła po brąz, uczestniczyła także w Eurobasketach w 1978 (Polska) i 1980 (Jugosławia), jednak bez sukcesów. W 1983 po raz kolejny zdobyła srebro. W 1986 zajęła siódme miejsce na mistrzostwach świata w ZSRR.